# 越前西部広域基幹林道3号線
越前西部広域基幹林道3号線（えちぜんせいぶこういききかんりんどう3ごうせん）は、福井県丹生郡越前町と同県福井市を結ぶ林道。越前西部広域基幹林道の一部である。

## 路線概要
福井県丹生郡越前町上山中から同県福井市大味までを結ぶ延長27.2kmの林道である。長大な越前西部広域基幹林道のうち越前西部林道2号線から福井県道6号までの区間を分割された林道にあたる。丹生山地北部の六所山、越知山等の山間を走るルートを取っている。2009年現在において完全舗装されている越前西部林道の中では最後に完全舗装が完了した区間である。
同林道1号線、2号線とともに「林道越前海岸ルート」の名称でドライブやウォーキングのコースとしてPRされている。
- 起点:福井県丹生郡越前町上山中
- 終点:同県福井市大味町

## 通過市町村
福井県丹生郡越前町-同県福井市

## 道路状況
全線に渡ってアスファルトで舗装された道路を有する林道である。勾配やカーブは林道らしく急な箇所もあるが、カーブミラーやガードレールもある。起点直後からは朋楽の里や県民いこいの森といったキャンプ場などのレジャー施設があり、越前西部林道の全区間において最も交通量の多い路線となっている。

## 通過する峠
- 花立峠

## 接続路線
- 福井県道6号福井四ヶ浦線（終点）
- 越前西部広域基幹林道2号線（起点）
- 越前西部広域基幹林道4号線

## 沿線
- 朋楽の里
- 県民いこいの森
- 悠久ロマンの杜